# 兵庫県立三木総合防災公園陸上競技場
兵庫県立三木総合防災公園陸上競技場（ひょうごけんりつみきそうごうぼうさいこうえんりくじょうきょうぎじょう）は、兵庫県三木市にある兵庫県立三木防災公園のスポーツゾーンの中核施設として2005年に竣工した陸上競技場である。

## 概要
同公園はその名前が示すとおり、地震や台風などの大規模災害が発生した場合の防災拠点としても利用されることを目的に、また普段からも市民のレクリエーション活動の拠点として活用できるように設営されている。
陸上競技場は兵庫県下では神戸総合運動公園ユニバー記念競技場、加古川運動公園陸上競技場に次ぐ3箇所目の日本陸上競技連盟第1種公認の競技場で、陸上競技大会やJリーグの開催にも充分対応することができるように設計されている。
なお、尼崎市記念公園陸上競技場、姫路市立陸上競技場、兵庫県立明石公園陸上競技場は、2017年4月より日本陸上競技連盟第2種公認競技場に。
兵庫県立明石公園陸上競技場は、2018年4月より日本陸上競技連盟第3種公認競技場となっている。Jリーグではこれまで、2006年J2でのヴィッセル神戸、並びに2007年J2のセレッソ大阪が過去に主催試合（各1試合）で使用。さらに2015年からは、全日本高等学校女子サッカー選手権大会の主要会場として使用されている。

## 施設概要
- 日本陸上競技連盟第1種公認
- 収容人員　2万人
  - 建築面積 - 約17,093平方メートル
  - 延床面積 - 約16,322平方メートル
- 400mトラック9レーン
- 天然芝フィールド
- メインスタンド - 鉄筋コンクリート造3階建
- 照明設備
- 補助競技場（第3種公認）

## ギャラリー

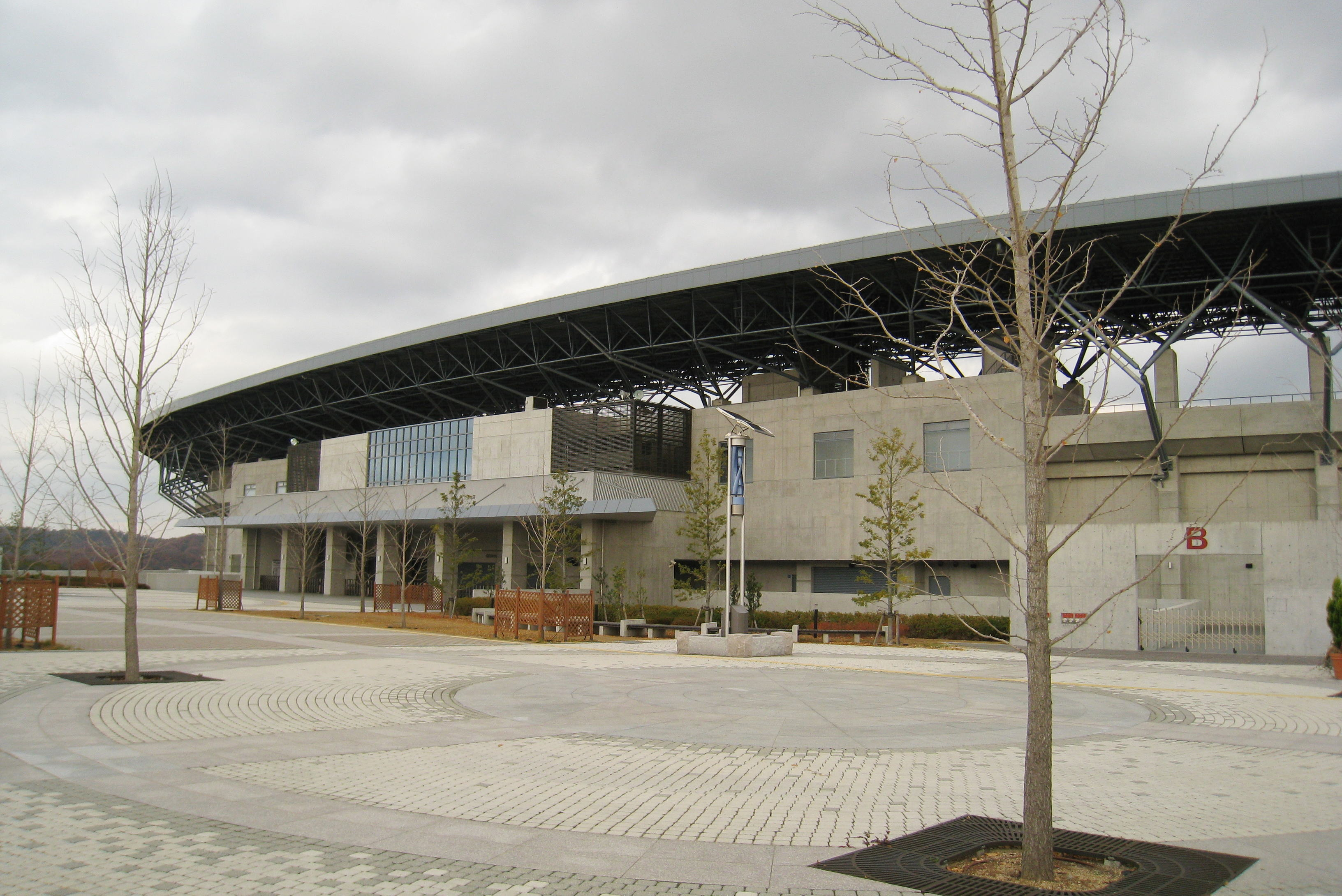
メインスタンド外観
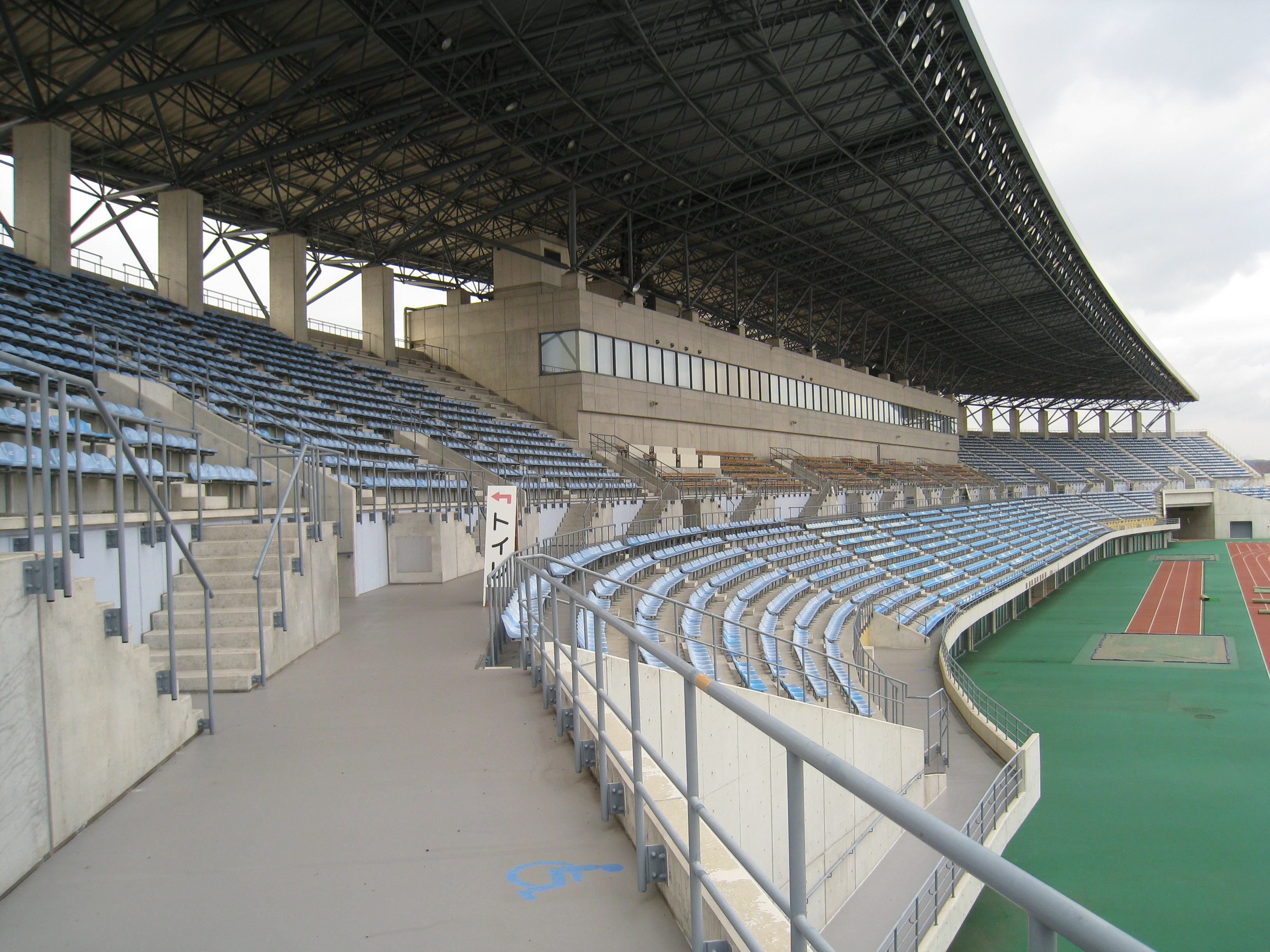
観客席